# Odéon – Théâtre de l’Europe

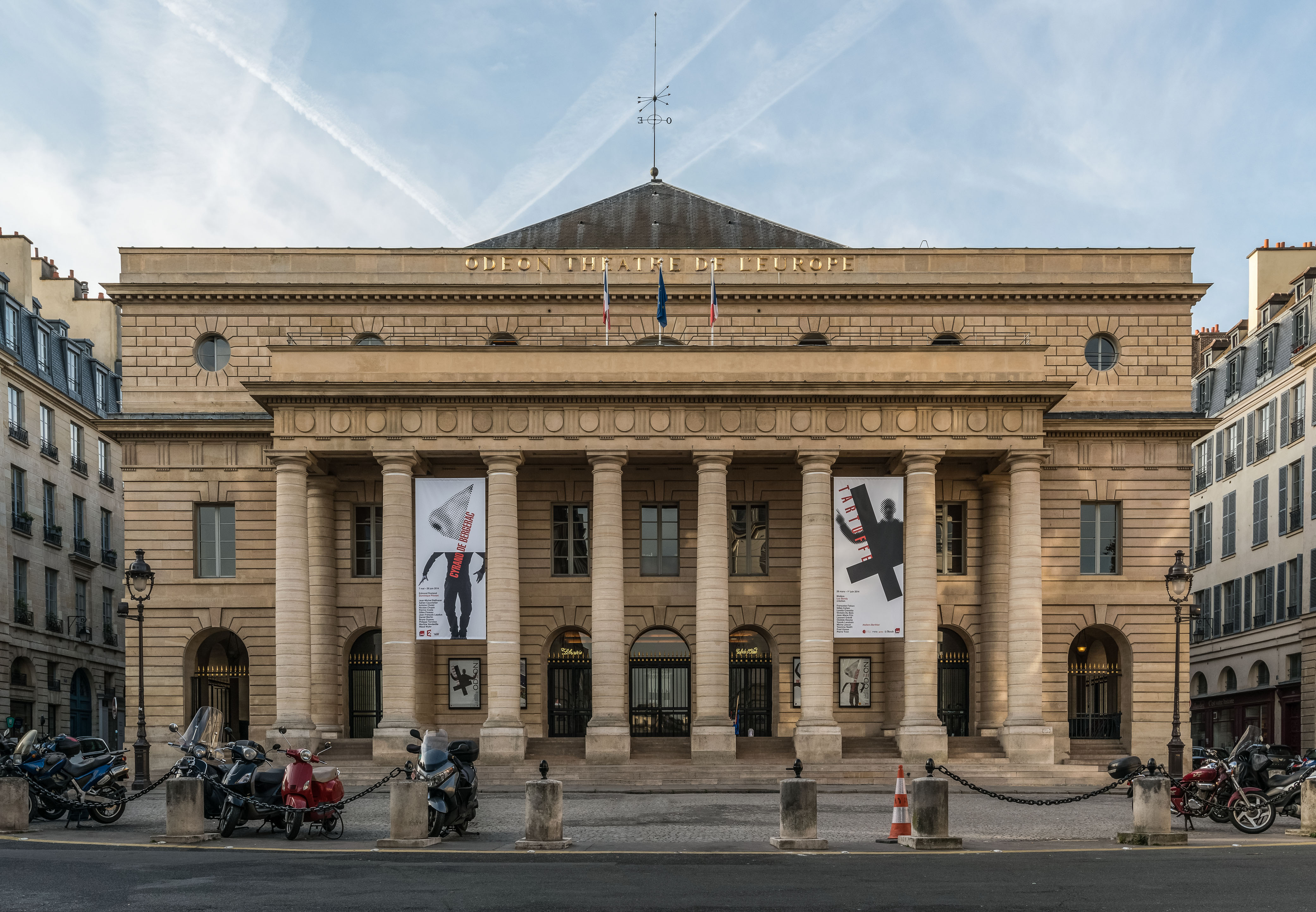
Das Théâtre de l’Odéon

Das Odéon – Théâtre de l’Europe ist ein französisches Staatstheater in Paris.

## Geschichte

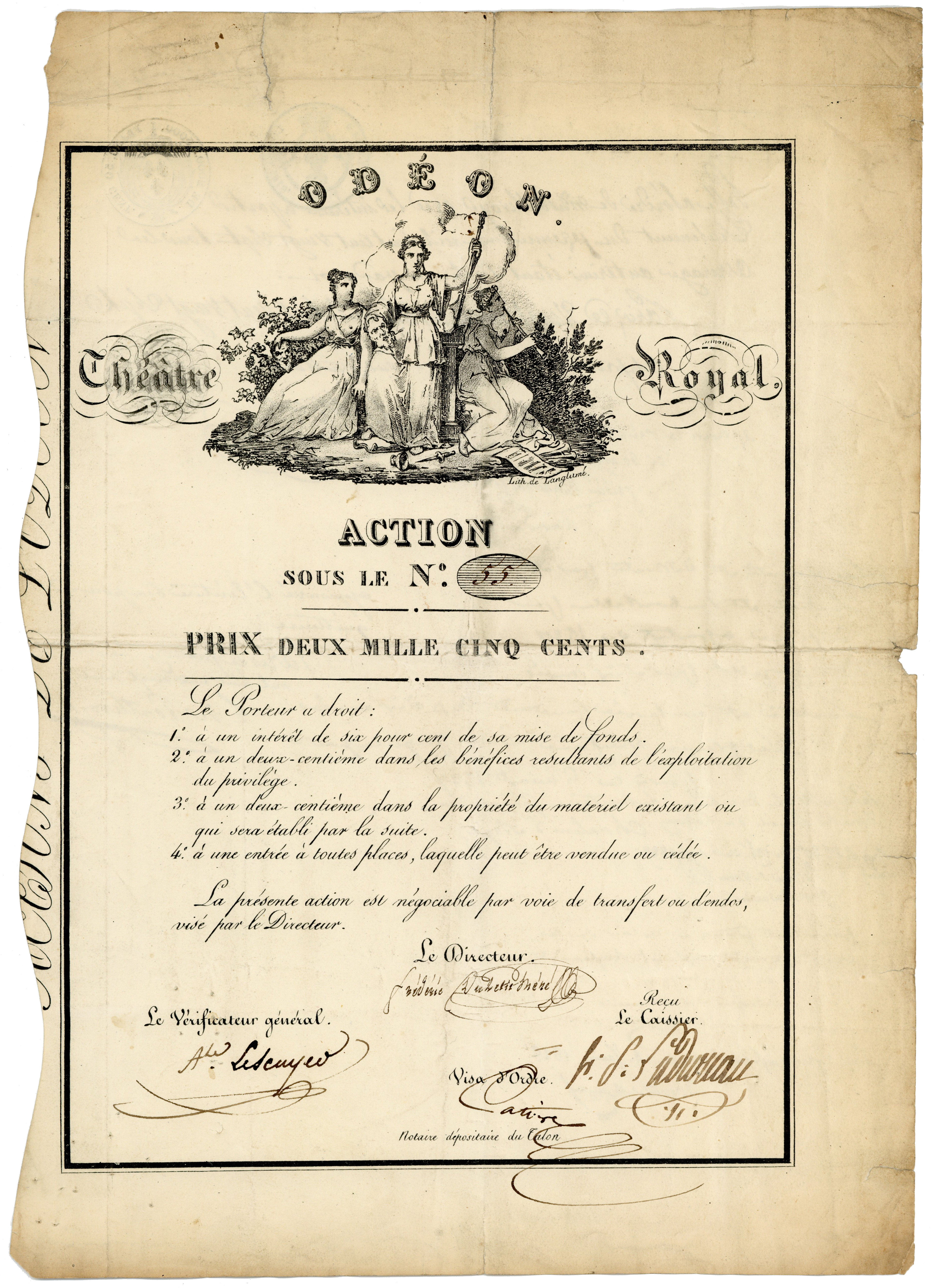
Aktie des Odéon Théatre Royal,
ausgegeben am 27. April 1827, unterschrieben im Original von dem Dramatiker Frédéric du Petit-Méré als Direktor (ab Februar 1826 bis zu seinem Tode am 4. Juli 1827)

Das Theater geht auf Abel François Poisson de Vandières zurück, der 1767 Marie-Joseph Peyre und Charles de Wailly mit der Planung eines neuen Theaters für die Comédie-Française beauftragte. Im königlichen Patent vom 10. August 1779 beschloss König Ludwig XVI. die Errichtung eines Theaters im Quartier Latin, dem  Studentenviertel und in unmittelbarer Nähe des Palais du Luxembourg. Es wurde 1782 unter dem Namen Théâtre Français eingeweiht und bot 1900 Plätze, darunter auch, was für die damalige Zeit ungewöhnlich war, Sitzplätze im Parkett.
Der erste große Erfolg war 1784 Le mariage de Figaro (Figaros Hochzeit) von Beaumarchais. Nach einem Brand am 18. März 1799, bei dem zwei Todesopfer zu beklagen waren, schloss sich die Truppe wieder mit jener von François-Joseph Talma und der Comédie-Française zusammen und trat dauerhaft in der Salle Richelieu auf. Das Theater wurde vom Architekten Chalgrin wiederaufgebaut und im Juni 1808 unter dem Namen Théâtre de Sa Majesté l’Impératrice et Reine eröffnet. Am 20. März 1818 brannte es erneut ab. Es wurde von Pierre-Thomas Baraguay (1748–1820) umgebaut und im September 1819 von Ludwig XVIII. als Second Théâtre-Français wiedereröffnet. Dieses Haus besteht bis heute.
Im 19. Jahrhundert wurden Opern, romantische, dann realistische Stücke, anspruchsvolle Unterhaltungsstücke und Melodramen aufgeführt. Beliebte Autoren waren unter anderem Gioachino Rossini, Alfred de Musset und Alexandre Dumas der Ältere. Hier spielte Sarah Bernhardt, die im Krieg 1870 ein Feldlazarett im Odéon einrichtete. 1871 kam es zu Bürgerkriegskämpfen im Odéon beim Aufstand der Pariser Kommune.
Höhepunkte erreichte das Odéon im frühen 20. Jahrhundert unter den Direktoren André Antoine (1906–1914) und Firmin Gémier (1922–1933), der das Repertoire des zweiten Hauses der Comédie-Française um erfolgreiche Komödien bereicherte.
Von 1946 bis 1959 hieß das Theater Salle Luxembourg, während das Stammhaus der Comédie-Française Salle Richelieu genannt wurde. Am 1. September 1959 erhielt es den Namen Théâtre de France und wurde am 21. Oktober 1959 mit Tête d’or von Paul Claudel als selbstständiges Theater eingeweiht.
Theaterleiter Jean-Louis Barrault bot zusammen mit Madeleine Renaud Uraufführungen und Erstaufführungen zeitgenössischer Dramatiker wie Eugène Ionesco, François Billetdoux, Marguerite Duras, Edward Albee, Samuel Beckett und Jean Genet – die französische Uraufführung von Genets Paravents 1966 war ein großer Theaterskandal mit politischer Sprengkraft, da es um den Algerienkrieg ging – sowie Wiederaufnahmen von Jean Giraudoux, Luigi Pirandello, Paul Claudel, Jean Anouilh und Klassiker. Barrault empfing im Théâtre de France zugleich das Theâtre des Nations mit meist fremdsprachigen Aufführungen ausländischer Ensembles. 1967 wurde das Studiotheater Le petit Odéon mit 110 Sitzplätzen und einer 10 m²-Bühne eingerichtet.
Während der Mairevolte 1968 hielten Studenten das Theater mehrere Wochen besetzt. Die Besetzer vandalierten. Barrault musste das Theater aufgeben und wurde als Theaterchef vom Kultusminister André Malraux entlassen. Seit 1971 ist der Name wieder Théâtre national de l’Odéon. Nach Pierre Dux und Jacques Toja wurde 1983 François Barachin Intendant, während Giorgio Strehler zum Leiter des im Odéon residierenden Théâtre de l’Europe ernannt wurde.
Im März 1990 übernahm Lluis Paqual die Leitung des Odéons, das nun in Odéon – Théâtre de l'Europe umbenannt wurde und zunächst ausschließlich als Europa-Theater genutzt wurde, wobei Strehler die Präsidentschaft des im Odéon residierenden Verbandes Europäischer Theater (Union des Théâtres de l’Europe) übertragen wurde. 1996 übernahm Georges Lavaudant die Leitung des Theaters. Im Jahr 2006 wurde es nach umfangreicher Restaurierung und Erneuerung des gesamten Apparates wiedereröffnet. Seit 2016 leitet Stéphane Braunschweig das Theater. März 2021 wurde das Odéon von Künstlern besetzt als Protest gegen die Schließung der Kulturbetriebs in der Covid-19-Pandemie und für die soziale Absicherung der Künstler.

## Sonstiges
Die Architektur des Odéon diente weitgehend als Vorbild für die Konstruktion des Nationaltheaters München durch Karl von Fischer 1811–1818 und für dessen Wiederaufbau durch Leo von Klenze 1823–1825 nach einem schweren Brand.